# Manoel Carlos
Manoel Carlos Gonçalves de Almeida (São Paulo, 14 de março de 1933), também conhecido simplesmente como Manoel Carlos    e pelo apelido Maneco, é um autor, escritor, diretor, produtor e ex-ator brasileiro. É pai da atriz Júlia Almeida e da roteirista de novelas Maria Carolina, sua colaboradora em diversas obras. A partir da década de 1990 seus trabalhos se tornaram célebres por retratar a burguesia carioca contemporânea, principalmente no bairro do Leblon.

## Carreira

### 1950–77: Excelsior, Record e jornalismo
Um dos pioneiros da televisão brasileira, iniciou sua carreira na década de 1950, fez parte no Grande Teatro Tupi, na extinta TV Tupi, dirigido por Sérgio Britto, Fernando Torres, e Flávio Rangel, no ar por mais de dez anos. Com elenco no qual se destacam Fernanda Montenegro, Ítalo Rossi, Natália Thimberg, Fernando Torres, Zilka Salaberry, Aldo de Maio e Cláudio Cavalcanti, o teleteatro apresentou um repertório de mais de 450 peças dos maiores autores nacionais e estrangeiros. Em 1952, escreve sua primeira telenovela Helena para a TV Paulista, uma adaptação do romance homônimo de Machado de Assis. No mesmo ano de 1952, escreveu a telenovela Nick Chuck para a TV Paulista. Em 1953, escreveu Iaiá Garcia também para a TV Paulista, uma outra adaptação de um romance homônimo também de Machado de Assis. Dirigiu e produziu programas como a Família Trapo, exibida na TV Record no final dos anos 1960, Esta Noite se Improvisa, O Fino da Bossa (com Elis Regina) e a primeira fase do Fantástico, entre 1973 e 1976.

### 1978–94: Globo, Band e Manchete
Em 1978, escreve sua primeira telenovela na TV Globo: Maria, Maria, seguida por A Sucessora, ambas adaptações literárias. Em 1980, atua como colaborador de Gilberto Braga em Água Viva, um clássico das telenovelas que abordava justamente os conflitos da burguesia e da classe média cariocas, temática que permearia toda a sua obra desde então, como pode se verificar logo em Baila Comigo (1981), sua primeira novela das 20h e com a sua primeira Helena. Em 1982, larga Sol de Verão pela metade, abalado com o falecimento de Jardel Filho, protagonista da novela e seu amigo pessoal. A novela foi concluída por Gianfrancesco Guarnieri e Lauro César Muniz e saiu do ar antes do previsto. Sai da Rede Globo em seguida, escrevendo duas tramas na Rede Manchete: a minissérie Viver a Vida, em 1984, o seriado Joana, no mesmo ano até 1985 (a segunda temporada foi exibida pelo SBT, apos rescisão de contrato da produtora com a Manchete) e a novela Novo Amor, em 1986. Em 1989, escreve a minissérie O Cometa, na Rede Bandeirantes. Volta para a Globo em 1991, quando escreve o sucesso Felicidade, que foi uma livre adaptação da obra de Aníbal Machado e teve a primeira mulher a frente de uma direção geral, Denise Saraceni; foi uma das mais picotadas no Vale a Pena Ver de Novo: 55 capítulos contra 203 da exibição original, nele também o esquema da exibição do último capítulo fugiu ao habitual: exibição do penúltimo capítulo na quinta-feira, reprise do penúltimo na sexta, último no sábado e reprise do último na segunda um pouco antes da novela substituta: Despedida de Solteiro (1992), de Walther Negrão.

### 1995–2014: Repercussão e temas sociais
A novela História de Amor (1995), que foi considerada uma comemoração dos trinta anos de carreira da atriz Regina Duarte, que pela primeira vez interpretava um papel no horário das 18 horas e foi também sua primeira de três Helenas, além do início da parceria com o diretor Ricardo Waddington, com o ator José Mayer e a atriz Lília Cabral chegou a ter a sua sinopse alterada devido à determinação do Ministério da Justiça, que considerava o tema da paixão de mãe e filha pelo mesmo homem inadequado para o horário. O tema seria discutido às 20 horas, com a marcante Laços de Família em 2000 que também abordava a leucemia como merchandising social.
Por Amor, um dos seus maiores sucessos, exibida entre 1997 e 1998, retomava o tema do sacrifício que uma mãe é capaz de fazer pelos filhos, como na novela anterior do autor, História de Amor. A novela também abordava temas como bissexualidade, traição, ciúme doentio, troca de bebês, alcoolismo, aborto, jogo do bicho e outros. Manoel Carlos ainda escreveria Mulheres Apaixonadas, que foi o grande sucesso de 2003 e teve temas fortes como preconceito social contra os idosos e lésbicas, celibato, alcoolismo, violência doméstica, traição, câncer, romance entre mulheres mais velhas e jovens rapazes, o tormento provocado pelo ciúme e outros. Além de ter sido um grande sucesso de audiência, atingindo médias diárias em torno dos 50 pontos, a trama influenciou na posterior aprovação de algumas leis, como o Estatuto do Idoso e o Estatuto do Desarmamento.
Apesar de ser mais reconhecido por suas novelas, Manoel Carlos obteve grande sucesso nas duas minisséries que escreveu para a Rede Globo. Presença de Anita, exibida em 2001, foi baseada no romance homônimo de Mário Donato. Presença de Anita também foi a responsável pela maior audiência registrada por uma minissérie na década de 2000, com média de 30 pontos no Ibope. A minissérie bateu outros grandes sucessos como A Muralha e A Casa das Sete Mulheres, que registraram 29 e 28 pontos, respectivamente. Em 2006 escreveu o sucesso Páginas da Vida em que retratava novamente Regina Duarte como sua Helena, uma médica forte e determinada que resolve cuidar de uma criança portadora de síndrome de Down que fora rejeitada pela avó, a perversa Marta, interpretada brilhantemente por Lilia Cabral. Em 2009, o autor escreveria Maysa - Quando Fala O Coração, uma espécie de biografia da cantora Maysa, já falecida. A produção também teve grande sucesso popular e reconhecimento merecido da crítica. Em 2009 escreve Viver a Vida, novamente com o bairro do Leblon como cenário principal e Taís Araújo como a Helena da vez. A novela teve audiência razoável, com 36 pontos de média geral, porém o público se identificou e ficou emocionado com o drama de Luciana, vivida por Alinne Moraes, uma modelo que sofre um acidente e tornar-se tetraplégica, para agonia da mãe, a neurótica Teresa vivida por Lília Cabral, que por esse trabalho foi indicada ao Emmy Internacional de Melhor Atriz em 2010.
Manoel Carlos desenvolveu Vale Abraão , projeto que desejava levar ao ar na Rede Globo em formato de telenovela e, posteriormente de minissérie. Inicialmente cogitou-se apresentar na faixa das 23h, após O Astro, sendo que Maneco pretendia levar a produção ao ar, antes de sua última telenovela das 21h, porém a emissora engavetou a produção. Numa entrevista ao jornal "O Estado de S. Paulo", o autor disse que pretendia levar à minissérie ao ar, após o término de Em Família, o que não veio a acontecer. Em 2014, escreveu a novela Em Família que traz a última Helena do autor interpretada por Júlia Lemmertz e Bruna Marquezine em duas fases diferentes da trama. O folhetim foi um grande fracasso de audiência e recebeu forte rejeição do público e crítica, mesmo tentando repetir as mesmas fórmulas das novelas dos anos 1990 e 2000.

## Vida pessoal
Manoel Carlos é pai da escritora e roteirista Maria Carolina e da atriz Júlia Almeida, que atuou em todos os seus trabalhos de Felicidade a Mulheres Apaixonadas. Enfrentou, infelizmente, a morte de três filhos: o dramaturgo e ator Ricardo de Almeida (falecido em 1988 em decorrência de complicações de HIV), com quem coescreveu O Cometa; o diretor Manoel Carlos Júnior, que em 2012 não resistiu a um ataque cardíaco e o estudante de teatro Pedro Almeida, de 22 anos, falecido de mal súbito em 2014, em Nova York.

## Formato das obras

### Helena
Uma das principais marcas das novelas de Manoel Carlos foi o nome "Helena" em suas protagonistas. Segundo o autor, esta preferência não se deve a nenhuma mulher em especial com este nome em sua vida, mas sim pela admiração que ele tinha pela história mitológica de Helena de Troia, pela força e independência da personagem. Oficialmente, a primeira Helena que o autor credita como precursora de muitas que escreveria na sequência foi interpretada por Lilian Lemmertz em Baila Comigo (1981). Helena (Lílian Lemmertz) é uma mulher sofrida, que teve gêmeos no passado, mas por força das circunstâncias, viu-se obrigada a entregar um dos meninos para o pai Joaquim (Raul Cortez) criar. Ele o levou para fora do país e Helena nunca mais teve notícias do menino. Os irmãos cresceram sem que um soubesse da existência do outro. Sente-se culpada por ter permitido que um filho fosse levado e por não revelar a verdade ao outro. Trabalha em uma agência de caderneta de poupança, para complementar a renda de casa.
Em Sol de Verão (1982) e Novo Amor (1986), o autor deu outros nomes às protagonistas, acreditando naquele momento que já havia cumprido sua homenagem.
Em 1991, Manoel decidiu retomar o nome como principal pilar de suas obras, escrevendo oito novelas seguidas cujas protagonistas se chamaram Helena. Em Felicidade (1991), Helena foi interpretada por Maitê Proença. Helena (Maitê Proença) é uma moça bela e sonhadora da cidadezinha de Vila Feliz, em Minas Gerais, que sonha com uma vida melhor no Rio de Janeiro. Depois de um casamento fracassado com Álvaro (Tony Ramos), volta a se envolver com o grande amor de sua vida. Ela esconde de todos a identidade do pai de sua filha Bia (Tatyane Goulart).
Em História de Amor (1995), Helena foi interpretada por Regina Duarte. Helena (Regina Duarte), uma mulher batalhadora, vive com sua única filha Joyce (Carla Marins), com quem tenta manter uma relação de cumplicidade, muitas vezes sem sucesso. É separada de Assunção (Nuno Leal Maia), pai de Joyce, com quem tem uma relação conturbada por causa do machismo e extrema vigilância dele. Trabalha como corretora de imóveis. Solitária, sonha encontrar um grande amor.
Em 1997, Regina Duarte interpreta a sua segunda Helena. Em Por Amor (1997), Helena (Regina Duarte) é uma mulher independente, inteligente e intuitiva. Sócia em um estúdio de decoração. Tem uma paixão incondicional pela única filha Maria Eduarda (Gabriela Duarte). Separada há anos do marido, casa-se novamente com Atílio (Antônio Fagundes), o homem que acredita ser o grande amor de sua vida.
Em Laços de Família (2000), Helena foi interpretada por Vera Fischer. Helena (Vera Fischer) é uma bela mulher dona de uma clínica de estética. Divide-se entre suas paixões e o amor pela filha Camila (Carolina Dieckmann).
Em Mulheres Apaixonadas (2003), Helena foi interpretada por Christiane Torloni. Helena (Christiane Torloni) é uma professora de História e diretora da Escola Ribeiro Alves, a ERA, uma das mais conceituadas do Rio de Janeiro. Mesmo sendo uma mulher confiante e segura, passa por uma fase de incertezas quanto à sua felicidade. Seus questionamentos sobre a vida conjugal ganham força quando ela reencontra César (José Mayer), um amor do passado, a quem abandonou para se casar.
Em Páginas da Vida (2006), Regina Duarte interpreta sua terceira e última Helena. Helena (Regina Duarte) é uma médica obstetra, que a única filha biológica que gerou morreu ainda criança, o que a levou, depois, a adotar dois filhos, em situações diferentes: Salvador (Jorge de Sá), filho biológico de uma ex-empregada que faleceu, e a menina Clara (Joana Mocarzel), criança com síndrome de Down, rejeitada pela avó Marta (Lília Cabral) após o nascimento dela e morte de sua mãe Nanda (Fernanda Vasconcellos).
Em Viver a Vida (2009), Taís Araújo foi a primeira e única Helena negra. Helena (Taís Araújo) é uma modelo de renome internacional, no auge da carreira. Criada em Búzios, no Rio de Janeiro, foi para a capital ainda na adolescência, onde iniciou sua carreira. A maturidade precoce a colocou no centro da família. Durante um desfile em Búzios, se apaixona por Marcos (José Mayer), um homem cujo casamento vai levá-la a abandonar a profissão.
Em Em Família (2014), Júlia Lemmertz, filha da primeira Helena oficial, Lilian Lemmertz, fechou o ciclo das Helenas. Helena (Júlia Lemmertz) na juventude, foi uma mulher linda, independente e dona de personalidade forte, não levava desaforo para casa. Namorou o primo Laerte (Gabriel Braga Nunes), com quem viveu uma relação de amor e ódio. No dia de seu casamento, ele foi preso por tentativa de homicídio à Virgílio (Humberto Martins), o que os afastou. Suas vidas tomaram rumos opostos. Ela casou-se com Virgílio e constituiu família. A volta do primo, vinte anos depois, lhe causa muita angústia.
No entanto, Manoel Carlos já havia escrito outras duas protagonistas com o mesmo nome em novelas antes de Lilian: Jane Batista como a personagem-título em Helena (1952) e Nívea Maria como Maria Helena em Maria, Maria (1978), embora as duas nunca foram creditadas por ele como parte de seu ciclo – a primeira por não ser uma Helena original, mas uma adaptação do romance de mesmo título de Machado de Assis, enquanto a segunda, além de ser uma adaptação do romance Maria Dusá, de Lindolfo Rocha, é chamada na trama apenas de Maria.

### Vilãs
Manoel Carlos criou também vilãs antológicas na teledramaturgia brasileira. As mais marcantes rivalizavam com suas Helenas e seu núcleo familiar. A primeira delas foi a arrogante Marta, vivida por Tereza Rachel em Baila Comigo (1981). Marta é de família abastada, é fútil, esnobe, arrogante e orgulhosa, porém esconde um lado muito carente. Ama o marido Joaquim (Raul Cortez) e não perdoa suas infidelidades conjugais. A princípio, desconhece a origem de João Victor Gama (Tony Ramos) pensa que ele foi abandonado pelos pais verdadeiros antes de ser adotado. Ao descobrir a verdade, revela ao rapaz que ele é adotado.
Em 1991, foi a vez de Viviane Pasmanter interpretar a desequilibrada Débora em Felicidade (1991). Débora é uma moça rica e mimada. Ex-mulher de Álvaro (Tony Ramos) que não se conforma com a separação e transforma a vida dele em um verdadeiro inferno, o que acentua seus problemas psicológicos.
Em História de Amor (1995), a dupla de vilãs interpretadas por Carolina Ferraz e Lília Cabral, na pele das perigosas Paula e Sheila, infernizavam a vida de Helena. Paula (Carolina Ferraz) é com quem Carlos Alberto Moretti (José Mayer) se casa no início da trama. Moça bela e mimada, de família tradicional e rica, mas falida. O seu egoísmo, ciúme e sentimento de posse prejudicam o casamento. Não admite dividir o marido com nada e ninguém, nem mesmo com o cachorro dele. As coisas pioram quando, ao se separarem, Carlos decide assumir seu amor por Helena (Regina Duarte). Sheila (Lília Cabral) foi namorada de Carlos, com quem viveu uma relação de dez anos. Ao terminarem, imaginou tratar-se apenas de uma curta separação, mas foi nesse intervalo que Carlos se envolveu e se casou com Paula. Sheila sente-se traída e luta para ter seu amor de volta. No decorrer da trama, ainda disputa o médico com Helena, revelando-se uma mulher amargurada e vingativa. Dissimulada, aproxima-se de Helena e finge-se amiga, mas causa vários problemas na vida da protagonista. Além da dupla Paula e Sheila, a novela tinha outras vilãs secundárias, como a arrogante Rafaela Moretti (Marly Bueno) e a intransigente Dalva (Ana Rosa).
Em Por Amor (1997), foi a vez da dupla de vilãs Branca e Laura, vividas por Susana Vieira e Vivianne Pasmanter. A primeira é uma aristocrata esnobe, falsa e manipuladora, disposta a tudo para conseguir o que quer, inclusive chegando a humilhar o filho caçula, Léo (Murilo Benício). A segunda é uma mulher obsessiva que não aceita ser rejeitada. Ambas as mulheres faziam da vida das protagonistas, mãe e filha, um verdadeiro tormento.
Seguindo uma premissa similar a de Por Amor, novamente mãe e filha protagonizaram uma trama, em Laços de Família (2000), e ambas tiveram uma dupla de vilãs, vividas por Deborah Secco e Marieta Severo, dispostas a fazerem de suas vidas um verdadeiro inferno. Íris (Deborah Secco), meia-irmã de Helena (Vera Fischer), não se conforma com as atitudes da sobrinha Camila (Carolina Dieckmann), que "roubou" Edu (Reynaldo Gianecchini) o namorado da mãe, e fará de tudo para prejudicá-la, chegando muitas vezes aos extremo para isso. Já Alma (Marieta Severo), tia de Edu, é uma mulher preconceituosa que não aceita o amor do sobrinho por uma mulher mais velha. No núcleo da família de Helena, havia também a mimada e fútil Clara (Regiane Alves), uma jovem que sonha com dinheiro e glamour e não aceita o passado do marido Fred (Luigi Baricelli) com a garota de programa Capitu (Giovanna Antonelli). Nessa novela, Maneco apostou também em vilões masculinos, os desequilibrados Orlando e Maurinho, vividos por Henri Pagnoncelli e Luiz Nicolau, que perseguiam e humilhavam Capitu.
Em Mulheres Apaixonadas (2003), Carolina Kasting deu vida a médica Laura, assistente de César (José Mayer). Com a morte de Isabel (Cris Bonna), cria grande expectativa de assumir seu relacionamento com ele, por quem é muito apaixonada. Porém, eles terminam e ela não aceita o término de seu relacionamento. A novela também continha vilãs jovens como Dóris e Paulinha, e o vilão Marcos. Dóris (Regiane Alves), moça voluntariosa, interesseira e malcriada. Não quer mais dividir o quarto com o irmão Carlinhos (Daniel Zettel) e pressiona os pais, Carlão (Marcos Caruso) e Irene (Martha Mellinger) para ter um espaço próprio ou para que os avós, Leopoldo (Oswaldo Louzada) e Flora (Carmem Silva), deixem a casa, já que eles ocupam um quarto que poderia ser dela. Seu comportamento perturba toda a família, já que ela insiste em maltratar os avós. Paulinha (Roberta Gualda) é filha de Oswaldo (Tião d’Ávila), aluna bolsista, amiga de Marcinha (Pitty Webo), e amargurada por ser pobre, tem vergonha e despreza o pai. Preconceituosa, arrogante e metida, pega no pé de todo mundo. Marcos (Dan Stulbach) é um homem violento e desequilibrado que persegue e agride fisicamente e psicologicamente sua ex-mulher Raquel (Helena Ranaldi). Possessivo, não aceita o fim da relação e a proximidade dela com qualquer outra pessoa, principalmente o jovem Fred (Pedro Furtado).
Em Páginas da Vida (2006) foi a vez de Marta, sendo a segunda vez que Lília Cabral interpretava uma vilã do autor. Marta é uma mulher amargurada e intransigente, que se sentiu-se traída com a gravidez da filha. Ao ser contatada por Helena (Regina Duarte) sobre a morte de sua filha Nanda (Fernanda Vasconcellos), após o parto de gêmeos, ela descobre que sua neta Clara (Joana Mocarzel) nasceu com síndrome de Down, e friamente, rejeita a criança e a encaminha para a adoção, enquanto Francisco (Gabriel Kaufmann) é levado para casa. Sem o conhecimento de Alex (Marcos Caruso), Marta mente para a família afirmando que o menino sobreviveu, mas a menina não. Clara é adotada por Helena. Além de Marta, Regiane Alves voltou a interpretar uma vilã, como a mimada Alice, que não aceita o envolvimento do namorado Léo (Thiago Rodrigues) com a bela Olívia (Ana Paula Arósio). E ainda havia a interesseira e arrivista Sandra (Danielle Winits), que não aceitava o comportamento passivo dos pais, empregados da casa de Tide (Tarcísio Meira), e fazia tudo para ter dinheiro e mordomia.
Em Viver a Vida (2009), Lília Cabral interpretou pela terceira vez uma vilã do autor. Tereza, ex-mulher de Marcos (José Mayer) apesar de colocar um ponto final no casamento, carrega certa amargura por ter abandonado as passarelas no auge de sua carreira. Isso fica mais evidente quando o ex-marido começa a namorar Helena (Taís Araújo), vinte anos mais nova, e modelo bem sucedida como ela era no passado. Não consegue esconder que não gosta de Helena, a quem sempre trata com distanciamento. Além de Cabral, Adriana Birolli interpretou a mimada e arrogante Isabel, filha de Tereza, que sempre sentiu inveja do tratamento que os pais deram as irmãs Luciana (Alinne Moraes) e Mia (Paloma Bernardi).
Em Em Família (2014), novamente Vivianne Pasmanter interpretou uma vilã, dessa vez cômica, a ardilosa Shirley. Shirley é mimada, bonita e ardilosa, gosta de chamar a atenção. Sempre teve uma relação ríspida com Helena (Júlia Lemertz) e sempre foi louca por Laerte (Gabriel Braga Nunes), com quem teve um filho, Leto (Ronny Kriwat), no passado.
Tony Ramos, Carolina Dieckmann, Regina Duarte, Susana Vieira, Vivianne Pasmanter, José Mayer, Lília Cabral, Helena Ranaldi, Vera Holtz, Regiane Alves, Umberto Magnani, Marly Bueno, Beatriz Lyra, Júlia Almeida, Natália do Vale, Monique Curi, Xuxa Lopes, Paulo Figueiredo, Leonardo Miggiorin, Marcos Caruso, Reynaldo Gianecchini, Giovanna Antonelli, Christine Fernandes, Cláudia Mauro, Edson Silva, Eduardo Lago, Serafim Gonzalez, Elisa Lucinda, Lica Oliveira, Cristina Prochaska, Maria Alves, Milton Gonçalves, Maria Helena Pader, Nathalia Timberg, Paulo José, Paulo César Grande, Maria Ceiça, Ângelo Paes Leme, Otávio Augusto, Ângela Vieira, Thiago Lacerda, Carolina Kasting, Carolina Ferraz, Herson Capri, Arlete Salles, Louise Cardoso, Regina Braga, Ricardo Petraglia, Nuno Leal Maia, Fábio Junqueira, Bruna Marquezine, Mateus Solano, Alinne Moraes, Ana Beatriz Nogueira, Sebastião Vasconcelos, Miriam Pires, Vanessa Gerbelli, Lavinia Vlasak, Christiane Torloni, Walderez de Barros, Henri Pagnoncelli, Inez Viana, Cláudio Gabriel, Arlete Heringer, Yara Cortes, Max Fercondini, Cecília Dassi, Flávia Bonato, Cláudio Cavalcanti, Hemílcio Fróes, Francisco Dantas, Fernando Torres, Yara Amaral, Beatriz Segall, Odilon Wagner, Othon Bastos, Ângela Leal, Ilva Niño, Rosane Gofman, Jorge Cherques, Chaguinha, Jorge Coutinho, John Herbert, Carlos Kroeber, Joana Medeiros, Zé Carlos Machado, Charles Myara, Ary Coslov, Clementino Kelé, Narjara Turetta, Mário Lago, Carlos Zara, Diogo Vilela, Buza Ferraz, Beth Lamas, Francisco Carvalho, Maria Zilda, Selma Reis, Sônia Guedes, Roberto Frota, Cyria Coentro, Zé Victor Castiel, Eva Wilma e Henrique César são atores comuns que estão presentes em suas produções, com parcerias nas tramas do autor.

## Filmografia

### Telenovelas
| Ano  | Trabalho             | Emissora      | Horário | Escalação       | Parceiros Titulares                         |
| ---- | -------------------- | ------------- | ------- | --------------- | ------------------------------------------- |
| 1952 | Helena               | TV Paulista   | -       | Autor Principal |                                             |
| 1953 | Iaiá Garcia          | TV Paulista   | -       | Autor Principal |                                             |
| 1978 | Maria, Maria         | Rede Globo    | 18h     | Autor Principal |                                             |
| 1978 | A Sucessora          | Rede Globo    | 18h     | Autor Principal |                                             |
| 1980 | Água Viva            | Rede Globo    | 20h     | Coautor         | Gilberto Braga                              |
| 1981 | Baila Comigo         | Rede Globo    | 20h     | Autor Principal |                                             |
| 1982 | Sol de Verão         | Rede Globo    | 20h     | Autor Principal | Lauro César Muniz e Gianfrancesco Guarnieri |
| 1986 | Novo Amor            | Rede Manchete | 21h     | Autor Principal |                                             |
| 1987 | Brillo               | Canal A       | 21h     | Autor Principal |                                             |
| 1990 | El magnate           | Telemundo     | 21h     | Autor Principal |                                             |
| 1991 | Felicidade           | Rede Globo    | 18h     | Autor Principal |                                             |
| 1995 | História de Amor     | Rede Globo    | 18h     | Autor Principal |                                             |
| 1997 | Por Amor             | Rede Globo    | 20h     | Autor Principal |                                             |
| 2000 | Laços de Família     | Rede Globo    | 20h     | Autor Principal |                                             |
| 2003 | Mulheres Apaixonadas | Rede Globo    | 20h     | Autor Principal |                                             |
| 2006 | Páginas da Vida      | Rede Globo    | 20h     | Autor Principal |                                             |
| 2009 | Viver a Vida         | Rede Globo    | 20h     | Autor Principal |                                             |
| 2014 | Em Família           | Rede Globo    | 21h     | Autor Principal |                                             |

### Séries e minisséries
| Ano       | Trabalho                     | Emissora      | Escalação                     | Notas                          |
| --------- | ---------------------------- | ------------- | ----------------------------- | ------------------------------ |
| 1952      | Nick Chuck                   | TV Paulista   | autor principal               |                                |
| 1953–1961 | Grande Teatro Tupi           | TV Tupi       | autor principal diretor geral |                                |
| 1967–1971 | Família Trapo                | RecordTV      | autor principal diretor geral |                                |
| 1979–1980 | Malu Mulher                  | Rede Globo    | Autor principal               | Daniel Filho                   |
| 1984      | Viver a Vida                 | Rede Manchete | Autor principal               |                                |
| 1984–1985 | Joana                        | Rede Manchete | Autor principal               |                                |
| 1989      | O Cometa                     | Band          | Autor principal               |                                |
| 1993      | Caso Especial                | Rede Globo    | Roteirista                    | Episódio: "O Besouro e a Rosa" |
| 2001      | Presença de Anita            | Rede Globo    | autor principal               |                                |
| 2009      | Maysa: Quando Fala o Coração | Rede Globo    | autor principal               |                                |
| 2015      | Não se apega, não            | Rede Globo    | supervisor de texto           | Isabela Freitas                |

### Programas
| Ano       | Trabalho                | Emissora   | Escalação                            |
| --------- | ----------------------- | ---------- | ------------------------------------ |
| 1963      | Chico Anysio Show       | TV Rio     | Roteirista                           |
| 1965–1966 | Corte-Rayol Show        | RecordTV   | Roteirista diretor geral             |
| 1966      | Bossaudade              | RecordTV   | Roteirista diretor geral             |
| 1966–1973 | Hebe                    | RecordTV   | Roteirista produtor diretor          |
| 1966–1967 | O Fino da Bossa         | RecordTV   | Roteirista                           |
| 1967–1973 | Show do Dia 7           | RecordTV   | Roteirista                           |
| 1967      | Pra ver a Banda Passar  | RecordTV   | Roteirista                           |
| 1968      | Esta Noite se Improvisa | RecordTV   | Roteirista produtor diretor          |
| 1968      | Alianças para o Sucesso | RecordTV   | Roteirista produtor diretor          |
| 1973      | Globo Gente             | Rede Globo | autor principal diretor geral        |
| 1973      | Fantástico              | Rede Globo | diretor geral                        |
| 1975      | TV: Ano 25              | Rede Globo | autor principal diretor geral editor |
| 1976      | Convocação Geral        | Rede Globo | diretor geral                        |

## Teatro

### Como ator
- 1950 - O urso
- 1951 - Juventude sem dono
- 1952 - Society in baby doll
- 1953 - A valsa do imperador
- 1954 - O canto da cotovia

### Como diretor
- 1971 - Chico Buarque
- 1977–83 - Seis e meia

## Prêmios e indicações
| Ano  | Categoria               | Indicação            | Resultado |
| ---- | ----------------------- | -------------------- | --------- |
| 1961 | Melhor Produtor de TV   | Manoel Carlos        | Venceu    |
| 1966 | Melhor Produtor Musical | Manoel Carlos        | Venceu    |
| 1982 | Melhor Novela           | Baila Comigo         | Indicado  |
| 1996 | Melhor Novela           | História de Amor     | Indicado  |
| 1998 | Melhor Novela           | Por Amor             | Venceu    |
| 2001 | Melhor Novela           | Laços de Família     | Venceu    |
| 2004 | Melhor Novela           | Mulheres Apaixonadas | Venceu    |
| 2007 | Melhor Novela           | Páginas da Vida      | Venceu    |
| 2010 | Melhor Novela           | Viver a Vida         | Indicado  |

| Ano  | Categoria     | Indicação        | Resultado |
| ---- | ------------- | ---------------- | --------- |
| 2001 | Melhor Novela | Laços de Família | Venceu    |
| 2007 | Melhor Novela | Páginas da Vida  | Venceu    |
| 2014 | Melhor Novela | Em Família       | Indicado  |

| Ano  | Categoria                  | Indicação                    | Resultado |
| ---- | -------------------------- | ---------------------------- | --------- |
| 1998 | Melhor Novela              | Por Amor                     | Venceu    |
| 1998 | Melhor Autor               | Por Amor                     | Venceu    |
| 2002 | Melhor Série ou Minissérie | Presença de Anita            | Venceu    |
| 2004 | Melhor Novela              | Mulheres Apaixonadas         | Venceu    |
| 2004 | Melhor Autor               | Mulheres Apaixonadas         | Venceu    |
| 2007 | Melhor Novela              | Páginas da Vida              | Venceu    |
| 2007 | Melhor Autor               | Páginas da Vida              | Venceu    |
| 2010 | Melhor Novela              | Viver a Vida                 | Indicado  |
| 2010 | Melhor Série ou Minissérie | Maysa: Quando Fala o Coração | Venceu    |
| 2010 | Melhor Autor               | Viver a Vida                 | Indicado  |
| 2010 | Melhor Autor               | Maysa: Quando Fala o Coração | Indicado  |
| 2014 | Melhor Novela              | Em Família                   | Indicado  |

| Ano  | Categoria                   | Indicação                    | Resultado |
| ---- | --------------------------- | ---------------------------- | --------- |
| 2000 | Melhor Novela               | Laços de Família             | Venceu    |
| 2001 | Melhor Novela ou Minissérie | Presença de Anita            | Venceu    |
| 2003 | Melhor Novela               | Mulheres Apaixonadas         | Venceu    |
| 2006 | Melhor Novela               | Páginas da Vida              | Venceu    |
| 2009 | Melhor Série                | Maysa: Quando Fala o Coração | Venceu    |
| 2010 | Melhor Novela               | Viver a Vida                 | Indicado  |
| 2014 | Melhor Novela               | Em Família                   | Indicado  |

| Ano  | Categoria    | Indicação     | Resultado |
| ---- | ------------ | ------------- | --------- |
| 2009 | Melhor Autor | Manoel Carlos | Venceu    |
| 2010 | Melhor Autor | Manoel Carlos | Indicado  |

Outros prêmio
1997
- "APCA" - melhor novela: Por Amor

2001
- "Festival Latino Americano de Cine, Vídeo e TV de Campo Grande" - melhor novela: Laços de Família
- "Festival Latino Americano de Cine, Vídeo e TV de Campo Grande" - melhor autor

2003
- "Prêmio Conta Mais" - melhor novela: Mulheres Apaixonadas
- "Prêmio Qualidade Brasil" SP - melhor novela: Mulheres Apaixonadas
- "Prêmio Qualidade Brasil" SP - melhor autor
- "Prêmio Qualidade Brasil" RJ - melhor novela: Mulheres Apaixonadas
- "Prêmio Qualidade Brasil" RJ - melhor autor
- "Troféu Leão de Ouro" (atual "Troféu Leão Lobo") - melhor novela: Mulheres Apaixonadas
- "Troféu Leão de Ouro" (atual "Troféu Leão Lobo") - melhor autor

2009/2010
- "Troféu Raça Negra"  - prêmio especial: Viver a Vida
- "Top Of Business"  - melhor autor: Viver a Vida
- Grande Oficial da Ordem do Ipiranga pelo Governo do Estado de São Paulo.[1]